# Tower 49
Tower 49 este o clădire ce se află în New York City.

## Legături externe
- Tower 49 NYC